# Államok vezetőinek listája 1930-ban
Ezen az oldalon az 1930-ban fennálló államok vezetőinek névsora olvasható földrészek, majd országok szerinti bontásban.

## Európa
- Albánia (monarchia)
  - Uralkodó – I. Zogu albán király (1925–1939)[1]
  - Kormányfő – 
    1. Koço Kota (1928–1930)
    2. Pandeli Evangjeli (1930–1935, második Evangjeli-kormány), lista
- Andorra (parlamentáris társhercegség)
  - Társhercegek
    - Francia társherceg – Gaston Doumergue (1924–1931), lista
    - Episzkopális társherceg – Justí Guitart i Vilardebó (1920–1940), lista
- Ausztria (köztársaság)
  - Államfő – Wilhelm Miklas (1928–1938), lista
  - Kormányfő – 
    1. Johann Schober (1929–1930)
    2. Carl Vaugoin (1930)
    3. Otto Ender (1930–1931), lista
- Belgium (monarchia)
  - Uralkodó – I. Albert király (1909–1934)
  - Kormányfő – Henri Jaspar (1926–1931), lista
- Bolgár Cárság (monarchia)
  - Uralkodó – III. Borisz cár (1918–1943)
  - Kormányfő – Andrei Ljapcsev (1926–1931), lista
- Csehszlovákia (köztársaság)
  - Államfő – Tomáš Garrigue Masaryk (1918–1935), lista
  - Kormányfő – František Udržal (1929–1932), lista
- Danzig Szabad Város (szabad város a Nemzetek Szövetsége protektorátusa alatt)
  - Főbiztos – Manfredi di Gravina (1929–1932)
  - Államfő – Heinrich Sahm (1920–1931)
- Dánia (monarchia)
  - Uralkodó – X. Keresztély király (1912–1947)
  - Kormányfő – Thorvald Stauning (1929–1942), lista
- Egyesült Királyság (parlamentáris monarchia)
  - Uralkodó – V. György Nagy-Britannia királya (1910–1936)
  - Kormányfő – Ramsay MacDonald (1929–1935), lista
- Észtország (köztársaság)
  - Államfő – Otto Strandman (1929–1931), lista
- Finnország (köztársaság)
  - Államfő – Lauri Kristian Relander (1925–1931), lista
  - Kormányfő – 
    1. Kyösti Kallio (1929–1930)
    2. Pehr Evind Svinhufvud (1930–1931), lista

  -  Åland –
    - Kormányfő – Carl Björkman (1922–1938)
- Franciaország (köztársaság)
  - Államfő – Gaston Doumergue (1924–1931), lista
  - Kormányfő – 
    1. André Tardieu (1929–1930)
    2. Camille Chautemps (1930)
    3. André Tardieu (1930)
    4. Théodore Steeg (1930–1931), lista
- Görögország (köztársaság)
  - Államfő – Alexandrosz Zaimisz (1929–1935), lista
  - Kormányfő – Elefthériosz Venizélosz (1928–1932), lista
- Hollandia (monarchia)
  - Uralkodó – Vilma királynő (1890–1948)
  - Miniszterelnök – Charles Ruijs de Beerenbrouck (1929–1933), lista
- Izland (parlamentáris monarchia)
  - Uralkodó – X. Keresztély (1918–1944)
  - Kormányfő – Tryggvi Þórhallsson (1927–1932), lista
- Írország (monarchia)
  - Uralkodó – V. György Nagy-Britannia királya (1910–1936)
  - Főkormányzó – James McNeill (1928–1932), lista
  - Kormányfő – W. T. Cosgrave (1922–1932), lista
- Jugoszláv Királyság (monarchia)
  - Uralkodó – I. Sándor király (1921–1934)
  - Kormányfő – Petar Živković (1929–1932), miniszterelnök
- Lengyelország (köztársaság)
  - De facto országvezető – Józef Piłsudski (1926–1935), Lengyelország valódi vezetője
  - Államfő – Ignacy Mościcki (1926–1939), lista
  - Kormányfő – 
    1. Kazimierz Bartel (1929–1930)
    2. Walery Sławek (1930)
    3. Józef Piłsudski (1930)
    4. Walery Sławek (1930–1931), lista
- Lettország (köztársaság)
  - Államfő – 
    1. Gustavs Zemgals (1927–1930)
    2. Alberts Kviesis (1930–1936), lista

  - Kormányfő – Hugo Celmiņš (1928–1931), lista
- Liechtenstein (parlamentáris monarchia)
  - Uralkodó – I. Ferenc herceg (1929–1938)
  - Kormányfő – Josef Hoop (1928–1945), lista
- Litvánia (köztársaság)
  - Államfő – Antanas Smetona (1926–1940), lista
  - Kormányfő – Juozas Tūbelis (1929–1938), lista
- Luxemburg (monarchia)
  - Uralkodó – Sarolta nagyhercegnő (1919–1964)
  - Kormányfő – Joseph Bech (1926–1937), lista
- Magyar Királyság (monarchia)
  - Államfő – Horthy Miklós (1920–1944), lista
  - Kormányfő – Bethlen István gróf (1921–1931), lista
- Monaco (monarchia)
  - Uralkodó – II. Lajos herceg (1922–1949)
  - Államminiszter – Maurice Piette (1923–1932), lista
- Németország
  - Államfő – Paul von Hindenburg (1925–1934), lista
  - Kancellár – 
    1. Hermann Müller (1928–1930)
    2. Heinrich Brüning (1930–1932), lista
- Norvégia (monarchia)
  - Uralkodó – VII. Haakon király (1905–1957)
  - Kormányfő – Johan Ludwig Mowinckel (1928–1931), lista
- Olasz Királyság (monarchia)
  - Uralkodó – III. Viktor Emánuel király (1900–1946)
  - Kormányfő – Benito Mussolini (1922–1943), lista
- Portugália (köztársaság)
  - Államfő – Óscar Carmona (1926–1951), lista
  - Kormányfő – 
    1. Artur Ivens Ferraz (1929–1930)
    2. Domingos Oliveira (1930–1932), lista
- Román Királyság (monarchia)
  - Uralkodó – 
    1. I. Mihály király (1927–1930)
    2. II. Károly király (1930–1940)

  - Régensek – Miklós herceg (1927–1930) + Miron Cristea pátriárka (1927–1930) + Constantin Sărăţeanu (1929–1930)
  - Kormányfő –
    1. Iuliu Maniu (1928–1930)
    2. Gheorghe Mironescu (1930)
    3. Iuliu Maniu (1930)
    4. Gheorghe Mironescu (1930–1931), lista
- San Marino (köztársaság)
  - San Marino régenskapitányai:
    1. Ezio Balducci és Aldo Busignani (1929–1930)
    2. Manlio Gozi és Marino Lonfernini (utódja: Turiddu Foschi) (1930)
    3. Valerio Pasquali és Gino Ceccoli (1930–1931), régenskapitányok
- Spanyolország (köztársaság)
  - Uralkodó – XIII. Alfonz király (1886–1931)
  - Kormányfő – 
    1. Miguel Primo de Rivera (1923–1930)
    2. Dámaso Berenguer (1930–1931), lista
- Svájc (konföderáció)
  - Szövetségi Tanács:[2]
  - Giuseppe Motta (1911–1940), Edmund Schulthess (1912–1935), Jean-Marie Musy (1919–1934), elnök, Heinrich Häberlin (1920–1934), Marcel Pilet-Golaz (1928–1944), Albert Meyer (1929–1938), Rudolf Minger (1929–1940)
- Svédország (parlamentáris monarchia)
  - Uralkodó – V. Gusztáv király (1907–1950)
  - Kormányfő – 
    1. Arvid Lindman (1928–1930)
    2. Carl Gustaf Ekman (1930–1932), lista
- Szovjetunió (szövetségi népköztársaság)
  - A kommunista párt vezetője – Joszif Sztálin (1922–1953), a Szovjetunió Kommunista Pártjának főtitkára
  - Államfő – Mihail Kalinyin (1919–1946), lista
  - Kormányfő – 
    1. Alekszej Rikov (1924–1930)
    2. Vjacseszlav Molotov (1930–1941), lista
- Vatikán (abszolút monarchia)
  - Uralkodó – XI. Piusz pápa (1922–1939)
  - Apostoli Szentszék –
    - Államtitkár – 
      1. Pietro Gasparri bíboros (1914–1930)
      2. Eugenio Pacelli bíboros (1930–1939), lista

## Afrika
- Dél-afrikai Unió (monarchia)
  - Uralkodó – V. György Nagy-Britannia királya (1910–1936)
  - Főkormányzó – Alexander Cambridge (1924–1931), Dél-Afrika kormányát igazgató tisztviselő
  - Kormányfő – J. B. M. Hertzog (1924–1939), lista
- Egyiptom (monarchia)
  - Uralkodó – I. Fuád király (1910–1936)
  - Kormányfő – 
    1. Adli Jakan Pasa (1929–1930)
    2. Musztafa en-Nahhász Pasa (1930)
    3. Iszmáíl Szidki Pasa (1930–1933), lista
- Etiópia (monarchia)
  - Uralkodó – 
    1. Zauditu császárnő (1916–1930)
    2. Hailé Szelasszié császár (1930–1974)[3]

  - Régens – Rasz Tafari Makonnen (1916–1930)
  - Kormányfő – Hailé Szelasszié (1927–1936), lista
- Libéria (köztársaság)
  - Államfő – 
    1. Charles D. B. King (1920–1930)
    2. Edwin Barclay (1930–1944), lista

## Dél-Amerika
- Argentína (köztársaság)
  - Államfő – 
    1. Hipólito Yrigoyen (1928–1930)
    2. José Félix Uriburu (1930–1932), lista
- Bolívia (köztársaság)
  - Államfő – 
    1. Hernando Siles Reyes (1926–1930)
    2. Minisztertanács, ügyvivő, (1930)
    3. Carlos Blanco Galindo, a bolíviai Junta Katonai Kormányának elnöke (1930–1931), lista
- Brazília (köztársaság)
  - Államfő – 
    1. Washington Luís (1926–1930)
    2. Augusto Tasso Fragoso (1930), a brazil Junta Kormány elnöke
    3. Getúlio Vargas (1930–1945), lista
- Chile (köztársaság)
  - Államfő – Carlos Ibáñez del Campo (1927–1931), lista
- Ecuador (köztársaság)
  - Államfő – Isidro Ayora (1926–1931), lista
- Kolumbia (köztársaság)
  - Államfő – 
    1. Miguel Abadía Méndez (1926–1930)
    2. Enrique Olaya Herrera (1930–1934), lista
- Paraguay (köztársaság)
  - Államfő – José Patricio Guggiari (1928–1932), lista
- Peru (köztársaság)
  - Államfő – 
    1. Augusto B. Leguía (1919–1930)
    2. Manuel María Ponce Brousset, a perui Junta elnöke (1930)
    3. Luis Miguel Sánchez Cerro, a perui Junta elnöke (1930–1931), lista

  - Kormányfő – 
    1. Benjamín Huamán de los Heros (1929–1930)
    2. Fernando Sarmiento Ramírez (1930)
    3. Luis Miguel Sánchez Cerro (1930)
    4. Antonio Beingolea (1930–1931), lista
- Uruguay (köztársaság)
  - Államfő – Juan Campisteguy (1927–1931), lista
- Venezuela (köztársaság)
  - Államfő – Juan Bautista Pérez (1929–1931), lista

## Észak- és Közép-Amerika
- Amerikai Egyesült Államok (köztársaság)
  - Államfő – Herbert Hoover (1929–1933), lista
- Costa Rica (köztársaság)
  - Államfő – Cleto González Víquez (1928–1932), lista
- Dominikai Köztársaság (köztársaság)
  - De facto országvezető – Rafael Trujillo Molina (1930–1961)
  - Államfő – 
    1. Horacio Vásquez (1924–1930)
    2. Rafael Estrella Ureña, ügyvivő, (1930)
    3. Rafael Trujillo Molina (1930–1938), lista
- Salvador (köztársaság)
  - Államfő – Pío Romero Bosque (1927–1931), lista
- Guatemala (köztársaság)
  - Államfő – Lázaro Chacón González (1926–1931), lista
- Haiti (USA-megszállás alatt)
  - Amerikai képviselő – 
    1. John H. Russell, Jr. (1919–1930)
    2. Dana Gardner Munro (1930–1932)

  - Államfő – 
    1. Louis Borno (1922–1930)
    2. Louis Eugène Roy (1930)
    3. Sténio Vincent (1930–1941), lista
- Honduras (köztársaság)
  - Államfő – Vicente Mejía Colindres (1929–1933), lista
- Kanada (parlamentáris monarchia)
  - Uralkodó – V. György király (1910–1936)
  - Főkormányzó – Freeman Freeman-Thomas (1926–1931), lista
  - Kormányfő – 
    1. William Lyon Mackenzie King (1926–1930)
    2. R. B. Bennett (1930–1935), lista
- Kuba (köztársaság)
  - Államfő – Gerardo Machado (1925–1933), lista
- Mexikó (köztársaság)
  - Államfő – 
    1. Emilio Portes Gil (1928–1930)
    2. Pascual Ortiz Rubio (1930–1932), lista
- Nicaragua (köztársaság)
  - Államfő – José María Moncada (1929–1933), lista
- Panama (köztársaság)
  - Államfő – Florencio Harmodio Arosemena (1928–1931), lista
- Új-Fundland (monarchia)
  - Uralkodó – V. György király (1910–1936)
  - Kormányzó – Sir John Middleton (1928–1932)
  - Kormányfő – Sir Richard Squires (1928–1932)

## Ázsia
- Afganisztán (monarchia)
  - Uralkodó – Muhammad Nádir Sah király (1929–1933)
  - Kormányfő – Mohammad Hasim Khan (1929–1946), lista
- Aszír (idríszida emírség)
- 1930. november 20-án beolvadt Hidzsázba.
  - Uralkodó – Szajjíd al-Haszan ibn Ali al-Idríszi al-Haszani, emír (1926–1930)
- Hidzsáz és  Nedzsd Királyság (monarchia)
  - Uralkodó – Abdul-Aziz király (1902–1953)[4]
- Japán (császárság)
  - Uralkodó – Hirohito császár (1926–1989)
  - Kormányfő – Hamagucsi Oszacsi (1929–1931), lista
- Jemen (monarchia)
  - Uralkodó – Jahia Mohamed Hamidaddin király (1904–1948)[5]
- Kína
  -  Nemzeti Kormányzat (köztársaság)
  - Államfő – Csang Kaj-sek (1928–1931), Kína Nemzeti Kormányának elnöke, lista
  - Kormányfő – 
    1. Tan Jan-kaj (1928–1930)
    2. T. V. Szung (1930)
    3. Csang Kaj-sek (1930–1931), lista

  -  Tibet (el nem ismert, de facto független állam)
    - Uralkodó – Tubten Gyaco, Dalai láma (1879–1933)
- Maszkat és Omán (abszolút monarchia)
  - Uralkodó – Tajmur szultán (1913–1932)
- Mongólia (népköztársaság)
  - A kommunista párt vezetője – Bat-Ocsirün Eldev-Ocsir (1928–1930) + Peldzsidín Genden (1928–1932) + Ölziin Badrakh (1928–1932) + Zolbingiin Sidzsee (1930–1932), a Mongol Forradalmi Néppárt Központi Bizottságának titkárai
  - Államfő – 
    1. Horlógín Csojbalszan (1929–1930)
    2. Loszolün Lágan (1930–1932), Mongólia Nagy Népi Hurálja Elnöksége elnöke, lista

  - Kormányfő – 
    1. Anandín Amar (1928–1930)
    2. Cengeltín Dzsigdzsiddzsav (1930–1932), lista
- Nepál (alkotmányos monarchia)
  - Uralkodó – Tribhuvana király (1911–1950)
  - Kormányfő – Bhim Samser Dzsang Bahadur Rana (1929–1932), lista
- Perzsia (monarchia)
  - Uralkodó – Reza Pahlavi sah (1925–1941)
  - Kormányfő – Mehdi Óli Hedajat (1927–1933), lista
- Sziám (parlamentáris monarchia)
  - Uralkodó – Pradzsadhipok király (1925–1935)
- Törökország (köztársaság)
  - Államfő – Mustafa Kemal Atatürk (1923–1938), lista
  - Kormányfő – İsmet İnönü (1925–1937), lista
  -  Ararát (köztársaság)
  - 1930. szeptemberében Törökország visszafoglalta.
  - Államfő – Ibrahim Heski (1927–1930)
- Tuva (népköztársaság)
  - A kommunista párt főtitkára – Irgit Sagdürzsap (1929–1932)
  - Államfő – Csuldum Lopszakovi (1929–1936)
  - Kormányfő – Adüg-Tulus Khemcsik-ool (1929–1936)

## Óceánia
- Ausztrália (parlamentáris monarchia)
  - Uralkodó – V. György Ausztrália királya (1910–1936)
  - Főkormányzó – John Baird (1925–1931), lista
  - Kormányfő – James Scullin (1929–1932), lista
- Új-Zéland (parlamentáris monarchia)
  - Uralkodó – V. György Új-Zéland királya (1910–1936)
  - Főkormányzó – 
    1. Sir Charles Fergusson (1924–1930)
    2. Sir Michael Myers, a Kormány adminisztrátora (1930)
    3. Charles Bathurst (1930–1935), lista

  - Kormányfő – 
    1. Joseph Ward (1928–1930)
    2. George Forbes (1930–1935), lista